# Isoneuromyia elegantula
Isoneuromyia elegantula är en tvåvingeart som beskrevs av Samuel Wendell Williston  1900. Isoneuromyia elegantula ingår i släktet Isoneuromyia och familjen platthornsmyggor. Inga underarter finns listade i Catalogue of Life.